# Nyabounesou
Nyabounesou (également mentionné sous le nom de Souten-en-Abou ou Abou-Souten dans les sources anciennes) est un prêtre égyptien d'Hathor et un chef local qui a vécu pendant la IIIe ou la IVe dynastie dans la région de Dendérah. Ce que l'on sait de sa vie provient de sa tombe mastaba dans la nécropole de Dendérah, à quelques centaines de mètres au sud du temple d'Hathor. Sa tombe a été explorée en 1897 et 1898 par une équipe dirigée par l'archéologue britannique Flinders Petrie.

## Biographie
Nyabounesou est sans doute un personnage local de haut rang, très probablement un chef à Dendérah à la fin de la IIIe ou au début de la IVe dynastie,. De son vivant, Nyabounesou a dû détenir un certain nombre de titres, mais seuls deux sont enregistrés dans sa tombe : « connaissance du roi » et « prêtre-hem d'Hathor »,,. Il s'agit peut-être de l'une des premières références au culte de la déesse Hathor. La plus longue inscription trouvée dans la tombe de Nyabounesou ne comprend que ces deux titres et son nom :
| M23 | X1 · D21 · Aa1 | O10 | R8 | U36 | M23 | X1 |

| M23 | X1 · D21 · Aa1 | O10 | R8 | U36 | M23 | X1 |

| N35 | F34 · F34 · F34 | D58 |

| N35 | F34 · F34 · F34 | D58 |

Sur les œuvres d'art retrouvées dans sa tombe, Nyabounesou apparaît tenant un bâton dans sa main droite et en tenue officielle complète, notamment un kilt en peau de léopard, typiquement porté par les prêtres de haut rang. Son implication dans le culte d'Hathor semble corroborer l'existence d'un sanctuaire à la déesse à cette époque.

## Tombeau de Nyabounesou

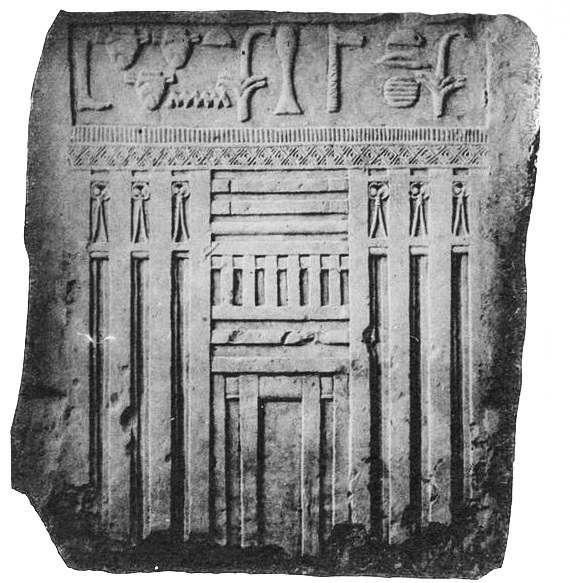
La fausse porte stylisée comme une façade de palais trouvée dans la tombe de Nyabounesou.

Le mastaba de Nyabounesou (M1055) est l'un des plus anciens de la nécropole de Dendérah. En effet, la tombe de Nyabounesou est considérée comme la plus ancienne de ce que l'on appelle le « groupe d'Abou Souten », un petit groupe qui comprend les sépultures les plus anciennes de cette région,. C'est également la seule tombe du groupe dont le propriétaire est connu par son nom. Le mastaba est formé de murs massifs en briques remplis de gravier. Lorsque la tombe a été explorée en 1898, l'équipe archéologique l'a trouvée en grande partie vide. Il contenait deux puits, mais les chambres situées en dessous n'étaient remplies que d'os de vaches appartenant à des sépultures tardives du bétail sacré d'Hathor.
La face est du mastaba comportait une petite fausse porte (généralement destinée à l'épouse), tandis que l'extrémité sud présentait une grande fausse porte (destinée à Nyaibounesou). À l'arrière, deux blocs de calcaire ont été découverts : une fausse porte stylisée comme une façade de palais et, au-dessus, le bas-relief de Nyabounesou. Le Fond d'exploration de l'Égypte a offert ces pièces au British Museum dès leur découverte, en 1898. Elles sont aujourd'hui exposées ensemble dans la salle 4 (Sculpture égyptienne). À part celles-ci, il n'y avait pas d'autres textes ou représentations ; en effet, seul un morceau de poterie a été trouvé à l'intérieur de la tombe : un grand porte-anneau. Plus tard, un troisième bloc a été découvert, vraisemblablement destiné à la petite fausse porte (orientale) : il s'agit d'un bas-relief représentant également Nyabounesou, mais dans ce cas, il regarde vers la gauche et la pièce mesure moins de la moitié de la hauteur et de la largeur de l'autre bas-relief,. L'inscription, cependant, est exactement la même, bien que moins détaillée.
Les sculptures trouvées à l'intérieur de la tombe étaient sans aucun doute très anciennes : la sculpture et le motif de la fausse porte sont tous deux compatibles avec l'art de la IIIe dynastie, mais il est peut-être plus sûr de les dater de la IVe dynastie, car sinon il s'agirait d'un « exemple presque isolé de sculpture funéraire très ancienne de la nécropole de Dendérah ». Des comparaisons récentes d'autres poteries associées au mastaba ont confirmé qu'il avait été construit à la fin de la IIIe ou au début de la IVe dynastie.
La figure de Nyabounesou a une pose raide et maladroite, semblable à celle des premiers mastabas. Le bas-relief, cependant, est solide et bien moulé. La représentation de Nyabounesou montre quelques restes de peinture noire sur la perruque et sur le brassard du bras pendant. Un peu de peinture rouge est visible sur la bande en travers de la poitrine. Les hiéroglyphes des deux blocs sont sculptés de façon élaborée, mais de taille et d'espacement maladroits. La fausse porte présente un bas-relief de grande qualité, bien que lourd. Elle représente une façade de palais, et contient les titres et le nom de Nyabounesou sur le linteau.